# Andrzej Fronczak
Andrzej Fronczak (ur. 1 października 1959 w Brześciu Kujawskim) – polski malarz.
Malarstwo uprawia od 1982 roku. Zajmuje się malarstwem sztalugowym i rysunkiem. Jego prace były wystawiane na ponad 40 wystawach indywidualnych w Polsce (m.in. w Koszalinie, Słupsku, Włocławku, Warszawie) oraz w ośrodkach polonijnych w Chicago, Detroit i w Paryżu. Oprócz tego brał udział w ponad 80 wystawach zbiorowych, m.in. w Danii, Niemczech, Serbii, Słowacji, Ukrainie i we Włoszech. Był pomysłodawcą i organizatorem Ogólnopolskiego Pleneru Malarskiego „Agro-art Gołaszewo”.
Jego obrazy znajdują się w muzeach, galeriach oraz kolekcjach prywatnych w kraju i za granicą.
Od 2004 roku jest członkiem Okręgu Warszawskiego Związku Polskich Artystów Plastyków. W przeszłości był członkiem współzałożycielem, a także pierwszą osobą pełniącą funkcję prezesa Regionalnego Stowarzyszenia Artystów „Wło-Art”.

## Nagrody i wyróżnienia
- Srebrny Krzyż Zasługi – 2010
- Nagroda publiczności na VIII Ogólnopolskim Biennale Sztuki w Skierniewicach – 2004
- I miejsce w Konkursie „Poczta Polska w Karykaturze” – 2005
- Wyróżnienie na XV Konkursie „Włocławskie Impresje” – 2008
- Nagroda Prezydenta Miasta Włocławka w dziedzinie kultury – 2009
- Wyróżnienie na XVII Konkursie „Włocławskie Impresje” – 2010
- Wyróżnienie Prezydenta Miasta Włocławka w dziedzinie kultury – 2012[3]
- Wyróżnienie na XX Konkursie „Włocławskie Impresje” – 2013[2]